# Згортка (математичний аналіз)

Згортка двох квадратних імпульсів: результатом є імпульс трикутної форми. Одна з функцій (в даному випадку g) спочатку відображається черезз і тоді зсувається на t, результатом є. Площа під кривою, що є добутком цих функцій і є згорткою по t. Горизонтальна вісь це для f і g, і t для

Згортка квадратного імпульсу (вхідний сигнал) з імпульсом відповіді в RC колі для отримання кривої вихідного сигналу. Інтеграл добутку — це площа жовтої ділянки.

Зго́ртка (англ. convolution) — математична операція двох функцій {\displaystyle f(t)} та {\displaystyle g(t)}, що дозволяє отримати третю функцію:
{\displaystyle (f*g)(t)=\int _{-\infty }^{\infty }f(t-\tau )g(\tau )d\tau }
Основною властивістю згортки є те, що фур'є-образ згортки пропорційний добутку фур'є-образів функцій. Це ж стосується образу Лапласа згортки.

## Згортка на групах
Нехай {\displaystyle G} — група Лі, оснащена мірою Хаара {\displaystyle m}, і {\displaystyle f,g:G\to \mathbb {R} } — дві функції, визначенні на {\displaystyle G}. Тоді їх згорткою називається функція
{\displaystyle f*g(x)=\int \limits _{G}f(y)\,g\left(xy^{-1}\right)\,m(dy),\quad \forall x\in G}.

## Властивості
- Комутативність:

{\displaystyle f*g=g*f.}
- Асоціативність:

{\displaystyle f*(g*h)=(f*g)*h.}
- Лінійність (дистрибутивність щодо додавання і асоціативність добутку з скаляром):

{\displaystyle (f_{1}+f_{2})*g=f_{1}*g+f_{2}*g,\quad }
{\displaystyle f*(g_{1}+g_{2})=f*g_{1}+f*g_{2},\quad }
{\displaystyle (af)*g=a(f*g)=f*(ag),\quad \forall a\in \mathbb {R} .}
- Правило диференціювання:

{\displaystyle \mathrm {D} (f*g)=\mathrm {D} f*g=f*\mathrm {D} g,}
де {\displaystyle \mathrm {D} f} означає похідну функції {\displaystyle f}.
- Перетворення Лапласа:

{\displaystyle {\mathcal {L}}\{f(x)*g(x)\}={\mathcal {L}}\{f(x)\}\cdot {\mathcal {L}}\{g(x)\}.}
- Перетворення Фур'є:

{\displaystyle {\mathfrak {F}}[f*g]={\mathfrak {F}}[f]\cdot {\mathfrak {F}}[g],}
де {\displaystyle {\mathfrak {F}}[]} означає перетворення Фур'є функції.
Якщо {\displaystyle {\mathcal {W}}} є матрицею дискретного перетворення Фур'є, то
{\displaystyle {\mathcal {W}}(C^{(1)}x\ast C^{(2)}y)=({\mathcal {W}}C^{(1)}\bullet {\mathcal {W}}C^{(2)})(x\otimes y)={\mathcal {W}}C^{(1)}x\circ {\mathcal {W}}C^{(2)}y},
де {\displaystyle \bullet } — символ торцевого добутку матриць, {\displaystyle \otimes } означає добуток Кронекера, {\displaystyle \circ } — символ добутку Адамара (тотожність є розвитком властивості відлікового скетча).

## Застосування

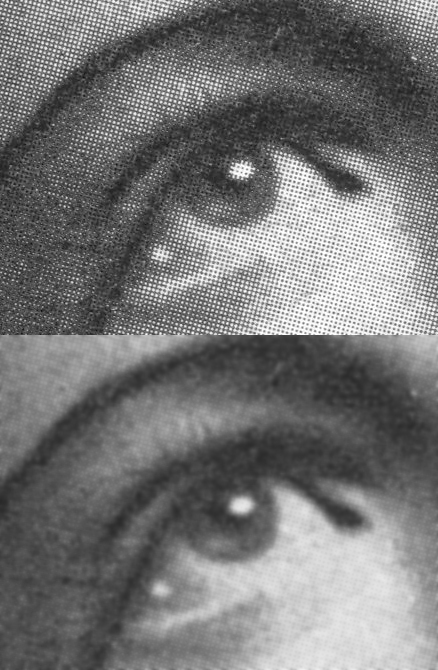
Гаусове розмиття може використовуватись щоб отримати гладке монохромне зображення з півтонового друку

Згортки та пов'язані операції знаходять багато застосувань в науці, інженерії та математиці.
- В обробці зображень:

Згортка в обробці зображень використовується в багатьох фільтрах, наприклад для розмиття, чи виявлення контурів.
В фотографії, несфокусована фотографія є згорткою чіткого зображення з функцією лінзи. Фотографічний термін для цього поняття — Боке.
- В статистиці, зважене рухоме середнє є згорткою.
- Згорткові нейронні мережі застосовують багато каскадів ядер згорток для застосування в областях комп'ютерного зору та штучного інтелекту

## Приклад програми
Нижче наведено приклад згортки, написаний на С++ :
```
/*

 * Розмір вихідної послідовності рівний M + N - 1 

 */

double
 
*
 
conv
(
double
 
*
 
x
,
 
int
 
N
,
 
double
 
*
 
h
,
 
int
 
M
)

{

    
double
 
*
 
result
 
=
 
new
 
double
[
N
 
+
 
M
 
-
 
1
];

    
memset
(
result
,
 
0
,
 
sizeof
(
double
)
 
*
 
(
N
 
+
 
M
 
-
 
1
));

    
for
 
(
int
 
i
 
=
 
0
;
 
i
 
<
 
N
;
 
++
i
)

    
{

        
for
 
(
int
 
j
 
=
 
0
;
 
j
 
<
 
M
;
 
++
j
)

        
{

            
result
[
i
 
+
 
j
]
 
+=
 
x
[
i
]
 
*
 
h
[
j
];

        
}

    
}

    
return
 
result
;

}

```